# Перехід від ренесансу до бароко в інструментальній музиці
Близько 1600 року в Європі, відбулося декілька чітких зсувів у сприйнятті кінцевого призначення, процесу творення і способу виконання музики. Частково ці зміни були революційними і нарочито введеними групою інтелектуалів з Флоренції, що об'єднувалися в групу камерати, але частково вони були еволюційними, в тому сенсі, що сповісники нового Барокового стилю появилися ще в Ренесансі, ренесансі, і зміни були побудовані на збережених формах і методах. Спершу зміни утвердилися в культурних центрах північної Італії, тоді поширилися на Рим, Францію, Німеччину, та Іспанію, і врешті досягли Англії. В термінах інструментальної музики, можна виокремити зрушення в чотирьох областях: інструментації, текстурі, використанні інструментів та оркестрації.

## Інструментація

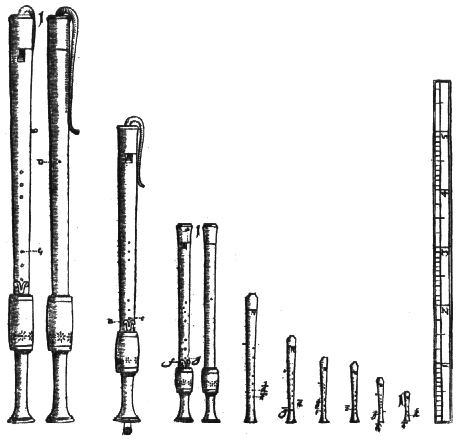
Блокфлейта

Одна з ключових відмінностей барокової інструментальної музики від ренесансної полягає в її інструментації: точніше як інструменти використовуються чи не використовуються в певному творі. Близько зв'язаною з цією концепцією є ідея ідіомного запису, оскільки композитор не матиме причин задумуватись над використанням саме певних інструментів, якщо він незнайомий, або байдужий до різноманіття ідіомних можливостей серед інструментів.